# La Tour-en-Jarez
La Tour-en-Jarez é uma comuna francesa na região administrativa de Auvérnia-Ródano-Alpes, no departamento de Loire. Estende-se por uma área de 5,05 km². Em 2010 a comuna tinha 1 513 habitantes (densidade: 299,6 hab./km²).